# Инсектная аллергия
Инсектная аллергия — аллергические реакции, возникающие при контактах с насекомыми и их метаболитами: соприкосновении с ними, вдыхании частиц тела насекомых или продуктов их жизнедеятельности, укусах и ужалениях насекомыми.
МКБ10: Код МКБ указывается в зависимости от характера и локализации аллергической реакции. Для указания причины аллергии используют дополнительный код «W57 Укус или ужаливание неядовитым насекомым и другими неядовитыми членистоногими».
Различают следующие пути сенсибилизации:
1. попадание яда при ужалении перепончатокрылыми (осы, пчёлы, шершни, шмели). Наиболее часто встречающиеся тяжелые реакции;
2. попадание слюны при укусах двукрылыми;
3. ингаляционный и контактный: воздействие чешуек тела и продуктов жизнедеятельности чешуекрылых, ручейников и др. Например — дерматит гусеничный.
Возможны перекрестные реакции на контакт с насекомыми одного семейства или отряда.
Различают токсические и аллергические реакции на ужаление перепончатокрылыми. При этом токсические реакции отмечаются при множественном ужалении насекомыми. Клиническая картина токсической реакции характеризуется наличием симптомов интоксикации — головная боль, озноб, тошнота, гематологические изменения, поражение нервной системы (судороги, паралич и др.). Аллергическая реакция на ужаление перепончатокрылыми является IgE-опосредованной и потому развивается достаточно быстро. При этом отмечается выраженная местная реакция в виде гиперемии, отека, уртикарных и везихулезных высыпаний (в тяжелых случаях — вплоть до некротизации тканей). Однако наличие выраженной местной реакции необязательно. Системные реакции проявляются в виде крапивницы, отёка Квинке, бронхоспазма, симптомов ринита, анафилактического шока — основной причины летального исхода. Помимо этого могут присутствовать симптомы интоксикации. Некоторые авторы описывают и позднюю реакцию на ужаление, соответствующую аллергической реакции III и IV типа с поражением почек, печени, сосудов, нервной системы, геморрагическим васкулитом, реакцией по типу сывороточной болезни. Надо отметить, что тяжесть аллергических проявлений нарастает с каждым эпизодом ужаления.
Аллергические реакции возможны при укусах двукрылыми кровососущими насекомыми, клопов, москитов, слепней, комаров, блох и др. Реакция носит в большей степени местный характер и протекает по иммунокомплексному типу или ГЗТ, может быть эритематозной, везикулезной, некротической. Однако возможны и системные реакции в виде крапивницы, отека Квинке, бронхоспазма, а также интоксикации.
Аллергические реакции, связанные с ингаляцией или контактом с чешуйками и продуктами жизнедеятельности насекомых, обусловлены влиянием аллергенных компонентов чешуекрылых (мотыль, бабочки), ручейников, таракановых, прямокрылых (кузнечики), перепончатокрылых и пр. Клиническую картину представляют преимущественно респираторные симптомы: явления ринита, приступы удушья, реже — дерматит.
Факторами риска инсектной аллергии является наследственная предрасположенность к аллергическим реакциям, а также работа, сопряженная с постоянным контактом с насекомыми (пасека, в амбаре /на жуков, см. Кантариаз/ и т. д.).
Клиническая картина многообразна и зависит от путей поступления аллергена в организм, вида и титров специфических антител и реактивности организма. Наиболее изучена инсектная аллергия на ужаливание пчёлами. По времени возникновения и механизму развития различают ранние (95—98 % случаев) и поздние реакции. Ранние реакции начинаются немедленно или в течение первого часа от момента ужаливания. Чем раньше развивается реакция, тем тяжелее она протекает. По тяжести ранние реакции делят на 3 степени. I степень — легкая, при которой отмечаются кожный зуд, крапивница, отёк кожи и подкожной клетчатки, слизистых оболочек (опасен отёк языка и гортани), а также симптомы общего характера (чувство жара, озноб, повышение температуры тела, возбуждение или вялость). Может развиться артериальная гипотензия (слабость, головокружение, полуобморочное состояние). При II степени к указанным проявлениям присоединяются симптомы, вызванные спазмами гладкой мускулатуры внутренних органов: затрудненное дыхание или удушье, схваткообразные боли в животе, тошнота, рвота, диарея. У женщин отмечаются боли в низу живота, кровянистые выделения из половых путей. Ill степень — тяжёлая общая аллергическая реакция — анафилактический шок.
Поздние реакции на ужаливание развиваются спустя 6—12 ч и характеризуются генерализованным васкулитом с вовлечением в патологический процесс сосудов кожи, внутренних органов, поражением нервной системы (демиелинизирующий процесс).
При ингаляционном пути распространения аллергенов пчел развивается ингаляционная форма аллергии у пчеловодов, которая проявляется в виде аллергического ринита, конъюнктивита, бронхиальной астмы. Контактная форма аллергии характеризуется поражением кожи кистей в виде дерматита при работе с пчелами, рамками, прополисом. Пчелиный яд, прополис, воск не имеют перекрестных реакций с медом.
Инсектная аллергия на укусы кровососущих насекомых характеризуется местными реакциями и отличается полиморфизмом (уртикарные, папулезные, геморрагические, буллезные, некротические формы). На укусы мошек наблюдается рожистоподобная реакция (см. Симулидотоксикоз). Повышенная чувствительность кожи к секрету слюнных желез москитов проявляется развитием зудящей узелковой сыпи (см. Флеботодермия). В редких случаях укус даже одного кровососущего насекомого может вызвать генерализованную уртикарную сыпь — крапивницу, в исключительно редких случаях — анафилактический шок.
Амбарный и рисовый долгоносики содержат кантаридин — производное тетрагидрофурана, вызывающий у людей раздражение кожи и слизистых оболочек, рвоту, головную боль и судороги. Наиболее тяжело отравления протекают у детей.
Продукты, зараженные зерновками или чёрным малым мучным хрущаком, обладающим резким запахом, даже после удаления этих насекомых вызывают острые желудочно-кишечные расстройства.
Из жуков часто в домах встречаются жуки из семейства чернотелковых. Несколько видов этого семейства живёт в домах людей и складах зерна и муки, и являются серьёзными вредителями запасов. Например, представители родов Tribolium и Tenebrio живут в муке и в зерновых продуктах (хрущак мучной малый Tribolium confusum и хрущак мучной Tenebrio molitor). Вредят жуки и личинки. Помимо приносимого материального ущерба насекомые также являются и источником аллергена для человека. Их фекалии отравляют пищевые запасы, делая их непригодными для употребления, хитиновый покров насекомых содержит аллергены по своей характеристике схожие с аллергенами клещей (Щеголева, 1941; Плавильщиков, 1994).
Ядовиты жуки Diamphidia locusta, различные виды рода Paederus и др. Особенно ядовита кровь божьих коровок (Coccinellidae), краснокрылов (Lycidae), мягкотелок (Cantharidae), малашек (Melyridae), нарывников (Meloidae). Очень ядовита гемолимфа относящихся к роду Paederus маленьких жуков (семейство Staphylinidae). Эти хищные жуки живут на берегах водоемов и легко могут попасть на вялящуюся на месте вылова рыбаками рыбу. Случайное съедание с рыбой даже одного жучка может вызвать сильное отравление. См. Педерин.
Диагноз инсектной аллергии основывается на данных анамнеза, клинической картине и результатах аллергологического обследования: кожное тестирование с аллергенами тела и яда перепончатокрылых, лабораторные исследования — PACT для определения специфических IgE к инсектным аллергенам, базофильный тест Шелли. При подозрении на реакцию иммунокомплексного типа необходимо соответствующее обследование. Обследование пациентов с реакцией, возникающей при контакте с другими насекомыми, заключается в кожном аллергологическом тестировании (при наличии диагностических аллергенов). Дифференциальный диагноз проводят с токсическими и псевдоаллергическими реакциями.
Лечение при развитии местных реакций проводят антигистаминными препаратами (супрастин и т. д.) и препаратами кальция, для уменьшения боли и жжения используют анальгезирующие средства. Местно применяют мази с глюкокортикоидами. При буллезной сыпи показано вскрытие пузырей с последующей обработкой раневой поверхности раствором перманганата калия. В случае развития общей аллергической реакции на ужаливание прежде всего необходимо осторожно удалить жало. Выше места ужаливания (если позволяет локализация) следует наложить жгут и провести обкалывание пораженного участка 0,3—0,5 мл 0,1 % раствора адреналина. Кроме того, подкожно вводят ещё 0,3—0,5 мл адреналина. В последующем адреналин инъецируют каждые 10—15 мин до выведения больного из коллаптоидного состояния. Дополнительно можно ввести подкожно 2 мл кордиамина или 1 мл 10 % раствора кофеина-бензоата натрия. После восстановления показателей гемодинамики применяют антигистаминные препараты внутримышечно или внутривенно: 2 мл 2 % раствора супрастина . Кортикостероидные препараты (30—60 мг преднизолона или 100 мг гидрокортизона гемисукцината) вводят внутримышечно, в тяжелых случаях — внутривенно струйно с 10 мл изотонического раствора хлорида натрия. Для купирования бронхоспазма рекомендуется внутривенное введение 10 мл 2,4 % раствора эуфиллина с 10 мл 40 % раствора глюкозы. При тяжёлой обструкции дыхательных путей проводят интубацию или трахеотомию, или крикотиротомию с последующим переводом больного на ИВЛ.
Прогноз обычно благоприятный. При тяжёлых системных реакциях прогноз серьёзный (возможен летальный исход при анафилактическом шоке, астматическом статусе).